# Gran Premio di Anversa
Il Gran Premio di Anversa è stata una corsa automobilistica di velocità in circuito.

## Albo d'oro
Elenco dei vincitori della corsa.
| Anno | Pilota        | Vettura        |
| ---- | ------------- | -------------- |
| 1938 | Robert Mazaud | Delahaye 135CS |
| 1939 | Nino Farina   | Alfa Romeo 412 |